# ウォルフガング・ヴォイト
ウォルフガング・ヴォイト（Wolfgang Voigt, 1961年 – ）は、ドイツ・ケルン出身の、電子音楽アーティスト。ワープ、ハーヴェスト、Raster-Notonなど複数のレーベルから楽曲を発表している。またプロデューサーとしてはマイケル・メイヤー、ユルゲン・パッペと共に、ドイツのテクノレーベル“Kompakt(コンパクト)”の共同創設者として知られる。